# Круглый (Алтайский край)
Круглый — упразднённый разъезд (тип населённого пункта) в Тальменском районе Алтайского края России. На момент упразднения входил в состав Староперуновского сельсовета. Исключен из учётных данных в 2001 г.

## География
Располагался у одноимённого железнодорожного разъеда Западно-Сибирской железной дороги, в 12,5 км (по прямой) к западу от села Староперуново.

## История
Населённый пункт возник в 1963 году в связи со строительством железнодорожного разъезда на линии Карасук — Среднесибирская Западно-Сибирской железной дороги.
Постановлением Алтайского краевого совета депутатов от 29 января 2001 г. № 34 разъезд Круглый исключен из учётных данных.